# Hans Mossin (søofficer)
 Der er flere personer med dette navn, se Hans Mossin.
Hans Mossin (født 9. juli 1765 i Køge, død 4. september 1831 i København) var en dansk søofficer.
Han var søn af sognepræst i Køge Søren Mossin (1726–1784). Mossin blev 1770 volontær kadet, 1784 kadet i Marinen, hvor han avancerede til sekondløjtnant 1789, premierløjtnant 1795, kaptajnløjtnant 1801, kaptajn 1808 og karakteriseret kommandørkaptajn 1815, samme år, som han ved reduktionen erholdt afsked med pension.
1797 var Mossin fører for en vestindiefarer fra Altona, det påfølgende år og 1799 chef for kongejagten Helleflynderen på et konvojtogt i Middelhavet; 1799 var han en kort tid chef for briggen Glommen. 1801 stationeredes Mossin med nogle kanonbåde i Storebælt, hvor de dog ikke kom til at spille nogen rolle; som vagtskibschef forblev han her det følgende år. 1804 fik han kommandoen over søekvipagen ved Glückstadt, hvilken kommando han beholdt til 1810. 
Foruden at han i oktober 1809 bestod en ærefuld fægtning med nogle engelske orlogsbrigger, hvem han fratog en prise, viste han sig ved flere lejligheder sammen med løjtnanterne Martinus Christian de Klauman og Halling meget virksom ved konvojering langs den holstenske kyst og ved at forurolige og forjage de fjendtlige orlogsmænd, som blokerede Elben. 28. januar 1810 blev han Ridder af Dannebrog. 1810–12 gjorde Mossin tjeneste på den franske Scheldeflåde som chef for linjeskibet Dalmate, men kunne ikke tåle klimaet, blev syg flere gange og måtte rekonvalescere i Bryssel. 
Efter at være vendt tilbage ansattes han som chef for en stykpram 1813, men ses for øvrigt ikke at have haft nogen anden kommando senere. Han er begravet på Frederiksberg Ældre Kirkegård.